# Villa Rica, Cauca
Villa Rica là một khu tự quản thuộc tỉnh Cauca, Colombia. Thủ phủ của khu tự quản Villa Rica đóng tại Villa Rica Khu tự quản Villa Rica có diện tích 78 ki lô mét vuông. Đến thời điểm ngày 28 tháng 5 năm 2005, khu tự quản Villa Rica có dân số  người.